# Les Yeux grands fermés
Pour le film de Stanley Kubrick dont le titre est traduit au Nouveau-Brunswick et au Québec par Les Yeux grand fermés, voir Eyes Wide Shut.
Pour le téléfilm français avec Muriel Robin, voir Les Yeux grands fermés (téléfilm).
Les Yeux grands fermés : L'Immigration en France est un essai de la démographe française Michèle Tribalat, paru en mars 2010 aux éditions Denoël.

## Thème
Dans cet ouvrage, Michèle Tribalat dresse un état des lieux de l'immigration en France, d'un point de vue généraliste, en abordant donc toutes les composantes du phénomène : économique, politique, sociologique, ethnico-confessionnelle. Le titre du livre est inspiré du film Eyes Wide Shut, de Stanley Kubrick, dans lequel les personnages, à partir d'un fantasme amoureux, naviguent entre rêve et réalité.
Michèle Tribalat associe donc à son travail scientifique, dans ce livre, une critique de l'approche des questions liées à l'immigration en France, tant au niveau politique que médiatique et universitaire. Elle estime que cette approche est idéologique, au lieu d'être basée sur les faits, et dénonce en premier lieu « l'insuffisance de l'appareil statistique français pour étudier l'immigration et les populations d'origine étrangère », avec en particulier l'interdiction d'établir des statistiques ethniques,. L'ouvrage est cependant vivement critiqué dans le mensuel Alternatives économiques qui lui reproche de « [s'appuyer] sur des études étrangères provenant de sources politiquement très marquées », et « quand elle cite des chercheurs français, comme Éric Maurin ou Hervé Le Bras, c'est en tronquant leur œuvre pour aller dans le sens de ses partis pris ».
Elle déplore également que « l'antiracisme idéologique structure l'expression savante et ordinaire sur l'immigration » et accuse les responsables politiques, portés par une « idéologie progressiste transnationale », d'avoir « rusé avec les chiffres pour relativiser l'immigration étrangère aux yeux de l'opinion publique », en ayant laissé s'étioler la souveraineté de la France au profit de structures supranationales, dont l'Union européenne (UE). À tel point que l'État — comme c'est le cas pour tout pays membre de l'UE — ne pourrait plus avoir prise sur les flux migratoires,.